# آیرونکلاد ایتالیا
آیرونکلاد ایتالیا (به انگلیسی: Italian ironclad Italia) یک کشتی بود که طول آن ۴۰۰ فوت ۳ اینچ (۱۲۲٫۰ متر) بود. این کشتی در سال ۱۸۸۰ ساخته شد.